# 蒂諾加斯塔
28°4′S 67°34′W / 28.067°S 67.567°W

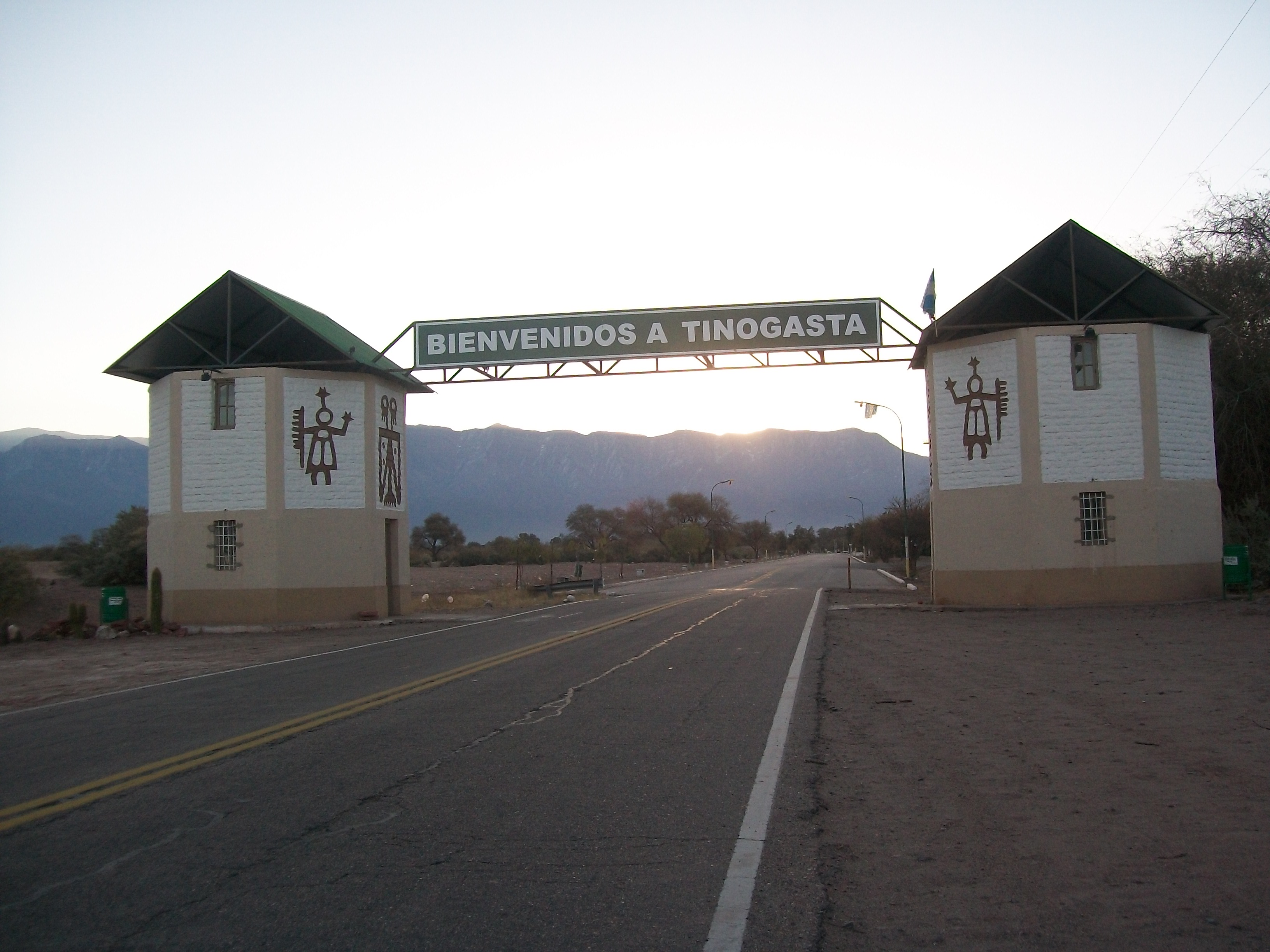
通往蒂诺加斯塔，标牌上写着“欢迎来到蒂诺加斯塔”

蒂諾加斯塔（西班牙語：Tinogasta），是阿根廷的城鎮，位於該國西北部卡塔馬卡省，是蒂諾加斯塔縣的首府，距離卡塔馬卡271公里，海拔高度1,204米，2010年人口11,485。